# Schwarzensee (Kleinsölktal)
Der Schwarzensee ist ein See im Kleinsölktal in den Schladminger Tauern in der Steiermark.
Der 23 Hektar große Schwarzensee befindet sich im Kleinsölker Obertal auf 1163 m ü. A. Bei einer Länge von 841 Metern und einer Breite von 548 Metern hat er eine deltoidförmige Grundfläche. Seine tiefste Stelle misst 15 Meter, und er verfügt über ein Volumen von nahezu zwei Millionen Kubikmeter Wasser.
Im Nordosten des Sees befindet sich die Siedlung Schwarzenseealm. Ebenso befindet sich hier die Broadlahn-Alm, nach der die Band Broadlahn benannt ist.